# Tipula (Yamatotipula) protrusa
Tipula (Yamatotipula) protrusa is een tweevleugelige uit de familie langpootmuggen (Tipulidae). De soort komt voor in het Palearctisch gebied.